# 与勝半島

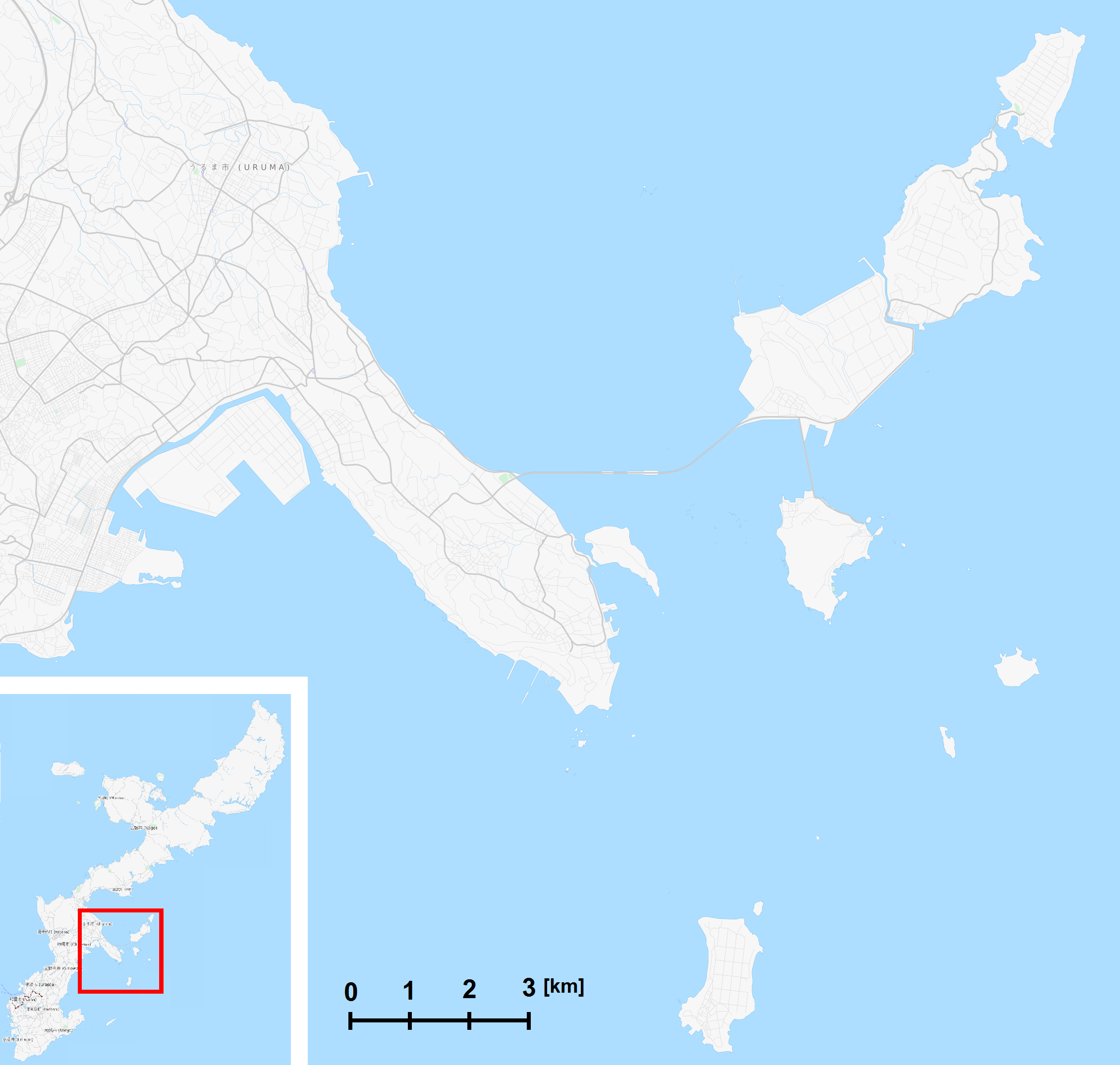
与勝半島

勝連半島（かつれんはんとう）、または与勝半島（よかつはんとう）は、沖縄本島中部東海岸から太平洋に突き出した半島。
北は金武湾、南は中城湾に面している。うるま市の東南部に位置し、北半分を旧与那城町、南半分を旧勝連町が占めていた。地域的な総称で「与勝半島」と呼ぶ人もいる。両地域を対象とする公共施設の名称も与勝消防署、与勝高校などとなっている。
津堅島以外はすべて勝連半島から海中道路や橋で結ばれている。
- 平安座島
- 宮城島
- 伊計島
- 浜比嘉島
- 藪地島
- 津堅島

## 教育
- 沖縄県立与勝高等学校
- 沖縄県立与勝緑が丘中学校
- うるま市立与勝中学校
- うるま市立与勝第二中学校
- うるま市立勝連小学校
- うるま市立与那城小学校
- うるま市立平敷屋小学校

## 主な史跡
- 勝連城

## 主な自衛隊基地
- 沖縄基地

## 主な米軍基地
- ホワイト・ビーチ地区

## 道路
- 沖縄県道10号伊計平良川線（主要地方道）
- 沖縄県道8号線
- 沖縄県道16号線
- 沖縄県道37号線
- 沖縄県道239号与那城具志川線

## 港湾
- 中城湾港
- 屋慶名港
- 照間漁港
- 南原漁港
- 平敷屋漁港

## 路線バス
- 27番・屋慶名線（琉球バス交通・沖縄バス）
- 52番・与勝線（沖縄バス）
- 61番・前原線（沖縄バス）
- 80番・与那城線（沖縄バス）
- 127番・屋慶名（高速）線（沖縄バス）沖縄自動車道（那覇IC - 沖縄南IC）経由
- 227番・屋慶名おもろまち線（琉球バス交通・沖縄バス）
- うるま市有償バス（島嶼部を結んでいる）